# 梁颂康
梁頌康 （Danny Leung Chung Hong）(1980-)，香港公開大學教育及語文學院副教授，英語研究學士課程主任、前香港中文大學英文系助理教授。畢業於中華基督教會協和小學（1992年上午校）和聖芳濟書院 ，後於2002年畢業於香港中文大學英文系、2004年及2009年畢業於研究院英文（應用英語語言學）。
於2010年，2011年，2012年在香港電台第二台與羅曼穎合作主持反斗英語電台版，反斗英語2011電台版，English this way電台節目，頗受聽眾喜愛，亦曾參與香港電台製作的電視節目反斗英語、反斗英語2011、反斗英語2017中的部分環節，亦曾應香港語常會之邀請做公益講座講授辦公室常用英文。